# Mekelie
Mekelie (Mek'ele) – miasto w Etiopii, stolica regionu Tigraj. Według danych projekcyjnych z roku 2021, liczy 436,9 tys. mieszkańców i jest trzecim co do wielkości miastem Etiopii. Podczas klęski głodu w Etiopii w latach 1983-85, Mekelie stało się znane z siedmiu „obozów głodu” wokół miasta, z 75 tysiącami uchodźców i 20 tysiącami oczekujących na wejście. W tych siedmiu obozach codziennie umierało 50-60 osób.